# Sebastian Helbig
Sebastian Helbig (* 25. April 1977 in Gotha) ist ein ehemaliger deutscher Fußballspieler.

## Sportliche Laufbahn

### Gemeinschafts-, Club- und Vereinsstationen
Helbig absolvierte insgesamt 65 Spiele in der 1. Bundesliga, er schoss dort acht Tore – alle für den FC Energie Cottbus. In der 2. Bundesliga spielte er 146 Partien und erzielte 20 Tore. Im DFB-Pokal kam er in 16 Begegnungen zum Einsatz und erzielte dabei zwei Tore. Im Spieljahr 1996/97 wurde Sebastian Helbig mit Bayer 04 Leverkusen deutscher Vizemeister, wobei er in dieser Saison nicht bei den Profis der „Werkself“ eingesetzt wurde.
Nach seiner Profikarriere spielte der Stürmer ab 2010 noch über einhundertmal in der sechstklassigen Sachsenliga für den VfL 05 Hohenstein-Ernstthal. Von 2018 bis 2022 kickte der ehemalige Profi beim SSV Fortschritt Lichtenstein in der sächsischen Landesklasse West.

### Auswahleinsätze
Im Frühjahr 1995 trat er mit der deutschen U-20-Nationalelf bei der Junioren-WM an. Der Rot-Weiß-Erfurt-Angreifer hatte mit starken Leistungen in der damals drittklassigen Regionalliga die Trainer des DFB auf sich aufmerksam gemacht, die aus den Profivereinen mit vielen Absagen zu kämpfen hatten. Beim Turnier in Katar, das für die deutsche Mannschaft bereits nach der Vorrunde endete, wurde er zweimal eingesetzt.